# Ludwig Roentgen
Ludwig Roentgen (* 29. November 1755 in Neuwied; † 7. Dezember 1814 in Esens) war ein deutscher Theologe der Aufklärung und Schriftsteller.

## Leben
Ludwig Roentgen wurde 1755 als Sohn des berühmten Kunstschreiners Abraham Roentgen und dessen Ehefrau Susanne Maria (geb. Bausch), der Tochter eines Schumachers aus Frankfurt am Main, geboren. Im Gegensatz zu seinem älteren Bruder David Roentgen wollte er schon früh Theologie studieren, während David seinem Vater nacheiferte und sogar noch mehr Erfolg als dieser hatte. Für Ludwig war indes vom Vater die Uhrmacherlehre vorgesehen, was dazu führte, dass Ludwig das Elternhaus verließ und mit Unterstützung von Gönnern doch sein Theologiestudium beginnen konnte. Danach war er Hauslehrer in Tübingen, bevor er 1780 eine Pfarrstelle in der lutherischen Gemeinde in Neuwied antreten konnte. Die Gemeinde befand sich jedoch in einem denkbar schlechten Zustand und es fehlte Geld, um ihn bezahlen zu können, geschweige denn den Neubau einer Kirche. So begab er sich quer durch Deutschland auf eine Kollektenreise, die ihn über Bremen, Hamburg, Lübeck bis nach Rostock, aber auch in die Schweiz führte. In Lübeck traf er dabei auf die Tochter des Lübecker Malers Johann Jacob Tischbein, Sophia Antoinette, die er später heiratete. Seine Kollektensammlung erwies sich als voller Erfolg, er konnte damit die Gemeindeschulden begleichen und den Kirchenneubau finanzieren.
1783 zog er nach Ostfriesland, wo er zunächst eine Pfarrstelle in Petkum übernahm. Die fortschrittlichen Überlegungen des aufgeklärten und überaus gebildeten Geistlichen fanden aber nur sehr begrenzt Zuspruch in der Gemeinde, anders war dies jedoch bei den Vorgesetzten. 1793 wurde er daher, als Nachfolger von Gerhard Julius Coners, Oberprediger der St.-Magnus-Kirche in Esens, Superintendent und zugleich Inspektor der Esenser Schulen. Aufgrund seiner geleisteten guten Arbeit wurde er dann zum Konsistorialrat befördert und fand nun auch immer mehr Zeit für die Schriftstellerei. Zu seinen Werken zählten nicht nur Untersuchungen zum preußischen Religionsedikt, sondern auch eine Geschichte der Entstehung, Fortpflanzung, Ausbreitung und innerlichen Verfassung der Mährisch Herrenhutischen Brüdergemeine. Dieser protestantischen Freikirche war 1738 sein Vater beigetreten. Ein weiteres Werk von Ludwig Roentgen war Rhapsodien, eine Sammlung von Lesefrüchten aus der Prosa von seinem Brieffreund Jean Paul.
Roentgen war ein Anhänger der französischen Kultur. In diesem Sinne gab er auch Privatunterricht an Lernwillige aus Ostfriesland, aber auch aus England und Frankreich, die bis zur Bildung von Arbeitsgemeinschaften ging, die spezielle Themen vertieften. Dabei konnten sie auf seine umfangreiche private Bibliothek zurückgreifen. Mit dem Sturz von Napoleon I. war es damit aber vorbei. Seine Frankreich-Sympathie wurde nun gegen ihn eingesetzt, er wurde beschimpft, erkrankte schwer und starb am 7. Dezember 1814.
Seine Lebensbeschreibung blieb daher unvollendet und schloss mit dem Jahr 1780 ab. Seine Tochter Johanne verfasste aber unabhängig von ihrem Vater ihre persönlichen Erinnerungen an Ludwig Roentgen, die dann später auch veröffentlicht wurden.
Roentgen war auch Mitglied der Emdener Freimaurerloge Pax et Concordia. Er hatte acht Kinder.